# Stara Ljubljana
Stara Ljubljana je predel Ljubljane, glavnega mesta Slovenije, in leži v četrti Center pod Grajskim gričem na obeh straneh reke Ljubljanice. Poleg Stare Ljubljane obsega še Gradišče in tako večinoma ustreza nekdanji ljubljanski četrti Kolodvorski del (na desni strani Ljubljanice) in Dvorni del (na levem bregu reke) po hišni knjigi iz leta 1877.

## Južno od Tromostovja, desno od Ljubljanice

### Mestni trg
Mestni trg, Stari trg in Gornji trg tvorijo zgodovinsko srednjeveško jedro Ljubljane. Na Mestnem trgu stoji ljubljanska mestna hiša iz 15. stoletja, v kateri je danes sedež Mestne občine Ljubljana. Na trgu pred mestno hišo stoji baročni Robbov vodnjak, delo mojstra Francesca Robbe (original danes stoji v Narodni galeriji). Zanimivost trga je tudi doprsni kip skladatelja Gustava Mahlerja (ob hiši št. 17), ki je bil v letih 1881 in 1882 dirigent Ljubljanske filharmonije, predhodnice današnje Slovenske filharmonije. Omembe vredna je hiša Souvan iz leta 1827 (hiša 24) z značilno bidermajersko fasado Francesca Coconija, katere reliefi simbolizirajo poljedelstvo, umetnost in trgovino. Arhitekturno zanimiva je secesijska hiša Drofenig (hiša 23) s prvo moderno montažno fasado v Ljubljani iz leta 1914.

### Stari trg
Mestni trg proti jugu poteka vzporedno z Ljubljanico in se zlije v Stari trg, najstarejši del srednjeveške Ljubljane. Večina hiš ima baročne značilnosti. Med njimi sta najbolj znameniti Schweigerjeva hiša (št. 11a) z eno najlepših poznobaročnih fasad v Ljubljani in Stiški dvorec (št. 34). Tukaj od 90. let 20 stoletja spet stoji Herkulov vodnjak, ki je moderna interpretacija originalnega kipa iz 18. stoletja. Herkulov kip je danes razstavljen v ljubljanski mestni hiši.

### Gornji trg
Gornji trg se začne na območju za Herkulovim vodnjakom. Poteka proti jugovzhodu in vodi do vzpona na grajski grič. Nekatere stavbe ob tem trgu so s svojo strešno slemenitvijo ohranile srednjeveško podobo. Na središču trga dominira cerkev sv. Florjana.

### Levstikov trg
Levstikov trg je zasnoval Jože Plečnik. Pred cerkvijo sv. Jakoba stoji Marijin steber, ki so ga leta 1681 postavili v zahvalo, ker so državi prizanesli Turki. V Gruberjevi palači, ki je čez cesto, je danes osrednji Državni arhiv Slovenije.

## Južno od Tromostovja, levo od Ljubljanice

### Svetovna dediščina Jožeta Plečnika v Ljubljani
Večina objektov in urbanističnih zasnov znamenitega slovenskega arhitekta, ki so del UNESCO pod okriljem sklopa Dela Jožeta Plečnika v Ljubljani – urbano oblikovanje po meri človeka povečini na levi bregu reke Ljubljanice, mdr. Trnovski pristan, Trnovski most, Trg francoske revolucije, Narodna in univerzitetna knjižnica, Kongresni trg terČevljarski most, Tromostovje in Plečnikova tržnica.
Šentjakobski most vodi do Brega na levem bregu Ljubljanice. Najpomembnejša stavba v Bregu je Zoisova palača.

### Novi trg in Turjaška ulica
Breg se konča na Novem trgu, kjer stoji palača Lontovž, sedež Slovenske akademije znanosti in umetnosti. Trg na zahodu omejuje Gosposka ulica in se od tam preko kratke Turjaške ulice navezuje na Vegovo ulico. Do leta 1928 se je Turjaška ulica imenovala Fürstenhofgasse po palači Auerspergov, kjer je danes Slovenska Narodna in univerzitetna knjižnica.

### Hribarjevo nabrežje in Dvorni trg
Severno od Novega trga reki sledi Čevljarska ulica, nato reko prečka Čevljarski most, še nižje pa je Jurčičev trg, zahodno od Novega trga je Židovska ulica, proti severu pa do Židovske steze vodi Hribarjevo nabrežje. Od Hribarjevega nabrežja proti severu sledijo Dvorni trg (Grajski trg), Kratka steza in Gledališka stolba, sledita Ribja brv in Gerberjevo stopnišče. Preostali del Hribarjevega nabrežja, ki je vzporedno z Wolfovo ulico, vodi do Prešernovega trga s frančiškansko cerkvijo Marijinega oznanenja in spomenikom Francetu Prešernu. Od tam Tromostovje vodi nazaj na desni breg reke do Plečnikove tržnice, stolnice sv. Nikolaja, stopnišča na Ljubljanski grad in mestnega trga.